# 예수 (1979년 영화)
예수(또 다른 이름은 예수 영화)는 대학생선교회에서 1979년에 후원자들과 사업가들의 후원을 받아서 제작한 기독교 선교영화이다. 그외 복음서속의 예수를 소재로 한 영화로는 《나자렛 예수》(1977년),《패션 오브 크라이스트》(2005년) 있다.

## 영화의 이름
영어문화권에서는 이 영화의 공식적인 이름은 지저스, 즉 예수의 영어 이름으로 부른다. 대체적으로 지저스 필름, 즉 예수 영화로 직역하여 부른다. 그 이유는 빌 브라이트가 영화를 흥보하기 위한 단체의 이름이 지저스 필름 프로젝트(Jesus Film Project)이기 때문에 예수 영화라고 그대로 부른다.

## 역사
1950년대 대학생 선교회 창시자인 빌 브라이트는 영화를 통한 전도를 생각했다. 그는 기독교 영화를 만들면 글을 모르는 문맹에게도 그리스도의 복음을 전할 수 있을 것이라고 판단했는데 이는 당시 미국의 복음주의자들이 매체를 통한 전도에 관심을 갖고 있었던 시대흐름의 영향을 받은 것으로 추정된다. 그리하여 9년간의 준비를 거쳐 1979년 영화가 제작되었는데,성서학자들이 감수를 거쳐 1979년 워너브러더스의 배급으로 영화관에서 상영되었다.1981년부터 필리핀의 타갈로그어를 시작으로 번역되기 시작, 2007년 5월 6일 기준으로 1005개 언어로 번역되었다(원본 988개 언어 포함). 대본을 녹음한 오디오는 401개 언어로 번역되었다(2007년 5월 기준). 대한민국에서는 한국 대학생선교회에서 성우 김도현 등이 더빙한 DVD, 비디오로 보급하고 있으며, 인터넷 홈페이지에서 한국어판 영화와 오디오 모두 볼 수 있다.

## 영화정보
- 제작: 존 헤이먼 (John Heyman), 리처드 F. 돌턴 (Richard F. Dalton)
- 연출: 피터 사이크스(Peter Sykes), 폴 에슐리먼 (Paul Eshleman), 존 크리시 (John Krisch)
- 대본: 바넷 베인 (Barnet Bain)이 신약성서의 루가의 복음서를 인용하여 대본을 작성
- 음악: 나키움 헤이먼(Nachium Heiman)

## 출연
브라이언 디컨 (Brian Deacon, 예수 역)
리브카 뉴먼 (Rivka Neuman, 성모 마리아 역)
조셉 실로아흐 (Joseph Shiloach, 성 요셉 역)
니코 니타이 (Niko Nitai, 사도 성 베드로 역)
모스코 알칼라이 (Mosko Alkalai, 성 마태오)
코비 아사프 (Kobi Assaf, 사도 필립보 역)
엘리 코헨 (Eli Cohen, 세례자 요한 역)
엘리 단커 (Eli Danker, 가리옷 사람 유다 역)
피터 프라이 (Peter Frye, 본티오 빌라도역)
니심 게라마 (Nisim Gerama, 성 토마 역)
데이비드 골드버그 (David Goldberg, 유다의 편지를 쓴 사도 유다 역)
리처드 카일리 (Richard Kiley, 루가역의 해설)
미키 음피르 (Miki Mfir, 바리사이파 시몬역)
이츠하크 네만 (Yitzhak Ne'eman, 제베대오의 아들 야고보 역)
리처드 피터슨 (Richard Peterson, 헤로데 왕 역)
밀로 라피 (Milo Rafi, 혁명당원 시몬)
가드 롤 (Gad Roll, 성 안드레아)
알렉산더 스코비 (Alexander Scourby, 해설)
탈리아 샤피라 (Talia Shapira, 막달라 여자 마리아 역)
슈무엘 타이 (Shmuel Tai, 사도 성 요한 역)
마이클 바르샤비아크, Michael Warshaviak, 성 바르톨로매오)
레오니드 바인슈테인 (Leonid Weinstein, 알패오의 아들 야고보 역)
다우드 샤 (Daud Shah, 십자가위에서 예수를 옹호한 강도(Good Thief) 아담(Adam)역)
케빈 오셰이 (Kevin O'Shea, 십자가위에서 예수를 모욕한 강도(Bad Thief) 게스마스(Gesmas)역.)

## 줄거리
성모 마리아(리브카 뉴먼 역)는 천사 가브리엘로부터 아기 예수를 낳을 것이라는 수태고지를 듣는다. 동정녀 마리아의 몸에서 태어난 예수(브라이언 디컨 역)는 열두살때 성전을 가리켜서 아버지의 집이라고 부르는 범상치 않은 모습을 보이고, 서른살이 되었을 때 광야에서의 사탄의 유혹과 세례자 요한(엘리 코헨 역)의 세례로 준비한 공적인 생애를 시작한다. 그는 죽은 사람을 살리고, 하느님의 말씀을 전하여 사람들의 존경을 받지만, 바리사이파를 비롯한 유대 기득권층들과 갈등을 겪는다. 결국 유대기득권층들의 고발과 유대 민중들의 압력으로 본티오 빌라도는 예수에게 사형을 선고하고, 예수는 두 명의 강도들과 십자가중 가로횡대를 지고 처형장소인 골고타 언덕에 끌려간다. 형장에 도착한 예수는 백부장에 의해 벌거벗겨진 뒤, 두 명의 강도사이에서 십자가에 못박혀 매달리지만 자신을 십자가형에 처한자들을 위해서 아버지에게 기도한다. 사람들과 로마 군인들은 십자가형으로 죽어가는 예수를 조롱하고, 심지어는 채찍에 찢겨 남루해진 그의 옷가지까지도 나누어가진다. 하지만 예수는 반항하지 않고 침묵을 지키며, 고난에 찬 인생의 마지막을 맞이한다. 제자들이 눈물을 흘리면서 스승의 죽음을 바라보는동안 오른편 십자가에서 죽어가던 강도 게스마스(케빈 오셰아 역)가 고통에 찬 목소리로, '당신이 메시아가 아니냐.한번 너와 우리를 살려보라'고 조롱한다. 이때 왼편 십자가에 못박혀 죽어가던 강도 아담(다우드 샤 역)이 예수는 죄가 없는 분이라면서 옹호하고, 당신의 나라에 들어가실때 자기를 기억해달라고한다. 예수는 고통스러운 시간속에서도 겸손한 강도 아담에게 낙원을 약속한다. 날이 어두워지고 하느님과 인간사이의 단절을 의미하던 성전의 휘장이 찢어진다. 죽음이 임박한 것을 느낀 예수는 아버지에게 영혼을 맡기고 숨을 거둔다. 날이 개자 아리마태아 요셉은 예수의 시체를 자신의 동굴무덤에 묻고, 사흘후에 예수는 살아난다. 그는 예수가 부활했다는 기쁜 소식을 전하던 여인들의 말도 믿지 않던 제자들 앞에 나타나 자신의 상처를 보여준뒤, 하늘에 올라가면서 제자들을 세상에 사도로 보낸다

## 같이 보기
- 가든 오브 에덴 (1998년 영화)

## 참고
1. ↑  “The JESUS Film Project” (영어). 2010년 8월 23일에 원본 문서에서 보존된 문서. 2010년 8월 24일에 확인함. The JESUS Film Project distributes the film "JESUS," a two-hour docudrama about the life of Christ based on the Gospel of Luke. 다음 글자 무시됨: ‘About Us’ (도움말)
2. ↑  “예수영화사역소개”. 2010년 8월 24일에 확인함. 영화 "예수" 가 바로 그 영화입니다.라고 부름